# Recordmydesktop
Recordmydesktop est un logiciel libre permettant aux utilisateurs d'enregistrer sur requête ce que l'utilisateur fait sur son ordinateur. Il est particulièrement adapté à la création de HOW TO et didactitiels informatiques. Le nom de packtage est " gtk-recordmydesktop ". 